# Anette Hovind Johansen
Pour les articles homonymes, voir Johansen.
Anette Hovind Johansen, née le 24 mars 1980, est une handballeuse internationale norvégienne.

## Palmarès

### Sélection nationale
- Championnat du monde
  -  finaliste du Championnat du monde 2007,  France[2]
- Championnat d'Europe
  -  vainqueur du Championnat d'Europe 2006,  Suède
  -  finaliste du Championnat d'Europe 2002,  Danemark